# Тамашек
Тамашек (тифінаг: ⵜⴰⵎⴰⵌⴰⵆ, араб. تَمَاشَق) — мова південно-західної частини туарегів, якою розмовляють близько півмільйона людей в Західній Африці по південному краю Сахари: переважно на сході Малі (340 тис. чол.), північному сході Буркіна-Фасо (18 тис.). Частина відкочувала в Алжир (райони Ахаггар, Тидикельт і Туат) в результаті посух 1970-80-х рр. В Малі є одною з так званих national language, що можна приблизно перекласти як «офіційно визнана регіональна мова».
Належить до туарезької гілки берберських мов.
Тамашек викладається в школах, де-не-де використовується і як мова навчання.
Включає наступні діалекти: танеслемт (томбукту), тадгак (кідаль), арокас, даусак, ігухадарен, ігхауїлен.

## Писемність
Приблизно з VI ст. використовується власне письмо тифінаг. Крім того, використовується арабське письмо та латиниця.
В даний час затверджені два різних алфавіти для мови тамашек — в Малі та в Нігері.

Абетка тамашек (Малі) була прийнята в 1967 році і реформована в 1982 році: 
Aa Ăă Bb Dd Ḍḍ Ee Ǝә Ff Gg Ɣɣ Hh Ḥḥ Ii Jj Kk Ll Ḷḷ Mm Nn Ŋŋ Oo Qq Rr Ss Ṣṣ Šš Tt Ṭṭ Uu Ww Xx Yy Zz Žž Ẓẓ ʔ

У Нігері абетка тамашек була затверджена в 1999 році:
Aa Ăă Ǝә Bb Сс Dd Ḍḍ Ee Ff Gg Ğğ Hh Ii Jj ǰ Ɣɣ Kk Ll Ḷḷ Mm Nn Ŋŋ Oo Qq Rr Ss Ṣṣ Šš Tt Ṭṭ Uu Ww Xx Yy Zz Ẓẓ